# Kvarteret Iris

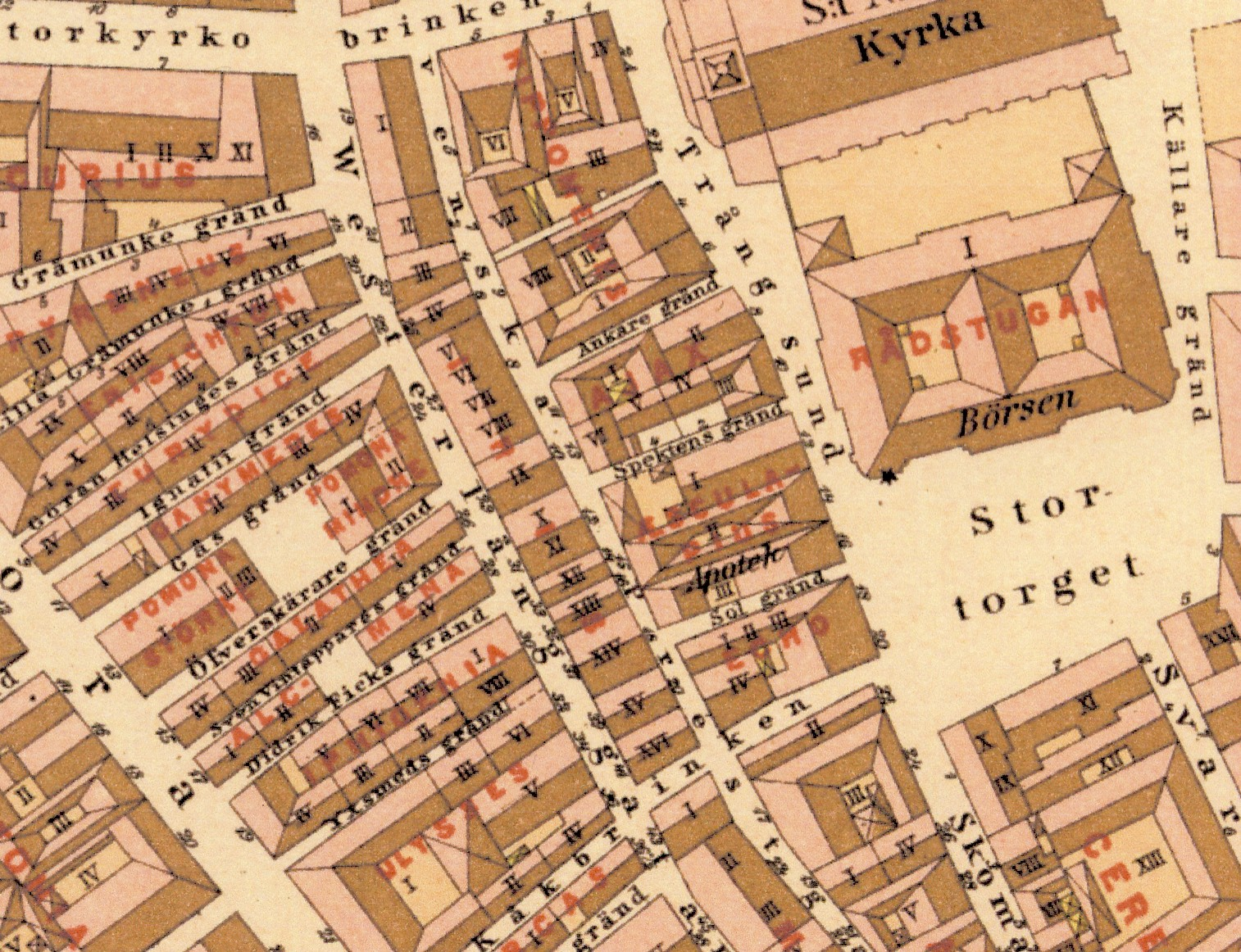
Kvartet Iris på Lundgrens karta 1885. Här anges fortfarande den äldre kvartersindelningen.

Kvarteret Iris är ett långsmalt kvarter i Gamla stan i Stockholm. Kvarteret omges av Västerlånggatan i väst, Kåkbrinken i syd,  Prästgatan i öst och Storkyrkobrinken i norr. Kvarteret följer den äldre, inre stadsmurens riktning, som bildade Prästgatans västra begränsning. Genom kvarteret Iris löper gränslinjen mellan Uppland och Södermanland. 

## Etymologi
Den övervägande delen av kvarteren i Gamla stan har döpts efter begrepp (främst gudar)  ur den grekiska och romerska mytologin.  Kvarter har fått sitt namn efter regnbågens gudinna, Iris, i den grekiska mytologin.

## Fastigheter i urval

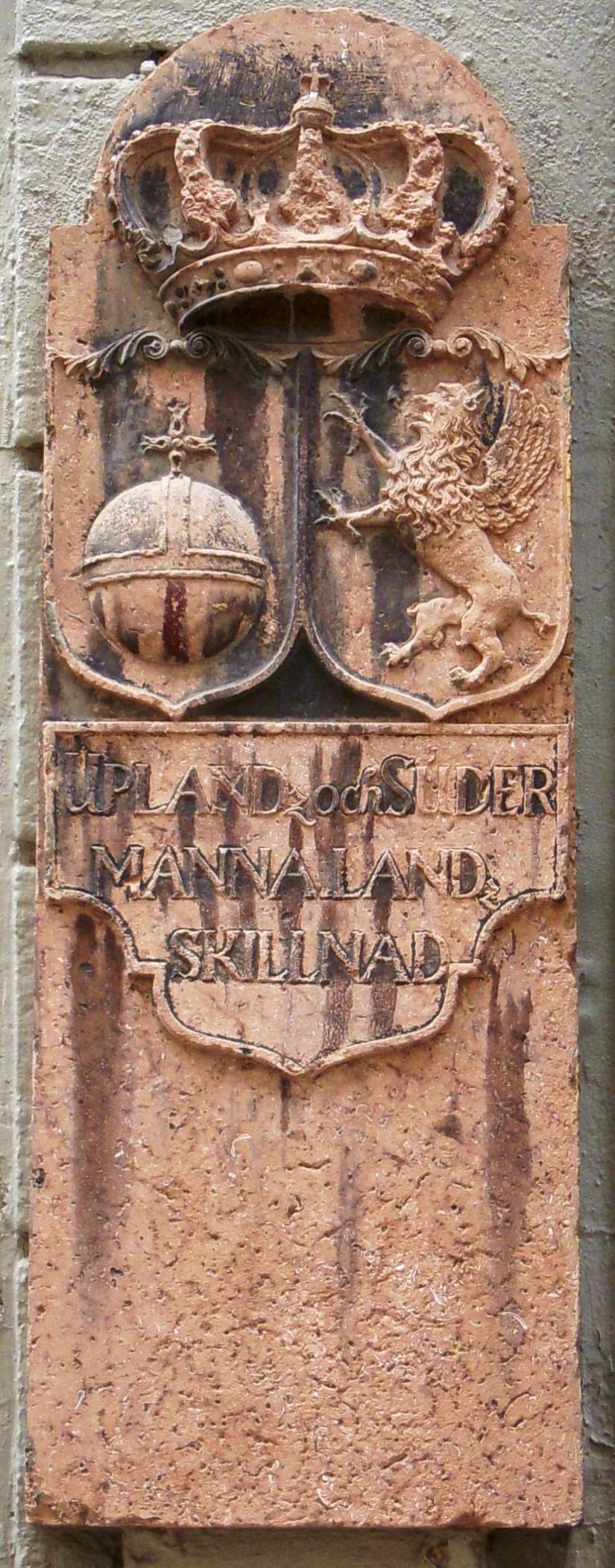
Gränsstenen på "Iris 5"

Kvarteret bildades år 1729 och hade då 16 fastigheter (Inre 13, Inre 15, Inre 16, Inre 17, Inre 18, Inre 21, Inre 29, Inre 30, Inre 31, Inre 32, Inre 33, Inre 34, Inre 35, Inre 36, Inre 37 och Inre 38). Även på Lundgrens karta från 1885 redovisas 16 fastigheter, som anges med romerska siffror (Iris I-XVI). Kvarteret har idag 12 fastigheter: Iris 1-5, Iris 9-10, Iris 12-16.
Samtliga fastigheter i kvarteret Iris har sin tomtgräns i fasadlivet mot Västerlånggatan, respektive Prästgatan, det finns således inga innergårdar. Ett av de större fastigheter är Iris 5 som är en hopslagning av fyra tomter (18, 21, 29 och 30). Hopslagningen gjordes 1801 för Palmstedts hus.

### Iris 5
Byggnaden med adress Västerlånggatan 27 respektive Prästgatan 26 skulle innehålla arkitekt Erik Palmstedt egen bostad, som han ritade ovanför den höga sockelns butiker. Vid Palmstedts död 1803 var huset ännu ofullbordat. Här sammanfördes fyra äldre fastigheter och nygestaltades av Palmstedt i nyklassicistisk stil. Huset har fem våningar och två vindsvåningar. Fasaden mot Västerlånggatan har nio fönsteraxlar, en hög rusticerande sockel och en dominerande portal flankerad av två gjutjärnskolonner i dorisk stil. Fasaden mot Prästgatan är betydligt enklare gestaltad. 
På ytterväggen närmast "Iris 9" finns en tavla i röd sandsten uppsatt, som markerade gränsen mellan Uppland och Södermanland. Texten lyder: UPLANDz och SUDERMANNALANDz SKILLNAD.  Sedan 1600-talet går landskapsgränsen längs Söderström.

### Iris 9
Jakob Sauers hus är grannhus till Palmstedts hus och adress Västerlånggatan 29 respektive Prästgatan 28. Huset uppfördes på 1300-talet och byggdes om på 1600-talet. Fasaden är ett exempel på hur medeltida tegelfasader kunde vara rik gestaltade med mönstermurning i fiskbensmönster, spetsbågiga muröppninger och blinderingar. Jakob Sauer, som huset är kallat efter var en tenngjutare, som lät bygga respektive bygga om huset år 1780 av arkitekt Lorentz Kolmodin (1743-1826) varvid delar av ursprungsbyggnaden behölls.

### Iris 10
Fastigheten Iris 10 (Västerlånggatan 31) är känd som tidigare bostad för makarna Lisbeth och Olof Palme samt makarna Alva och Gunnar Myrdal. Makarna Myrdal skänkte fastigheten till det socialdemokratiska partiet, med uttrycklig önskan att dess ordförande skulle ha sin bostad där. Olof Palme bodde här fram till sin död 1986 och Lisbeth Palme flyttade därifrån 1996. Sedan 1997 hyr brittiska ambassaden våningen.

## Bilder

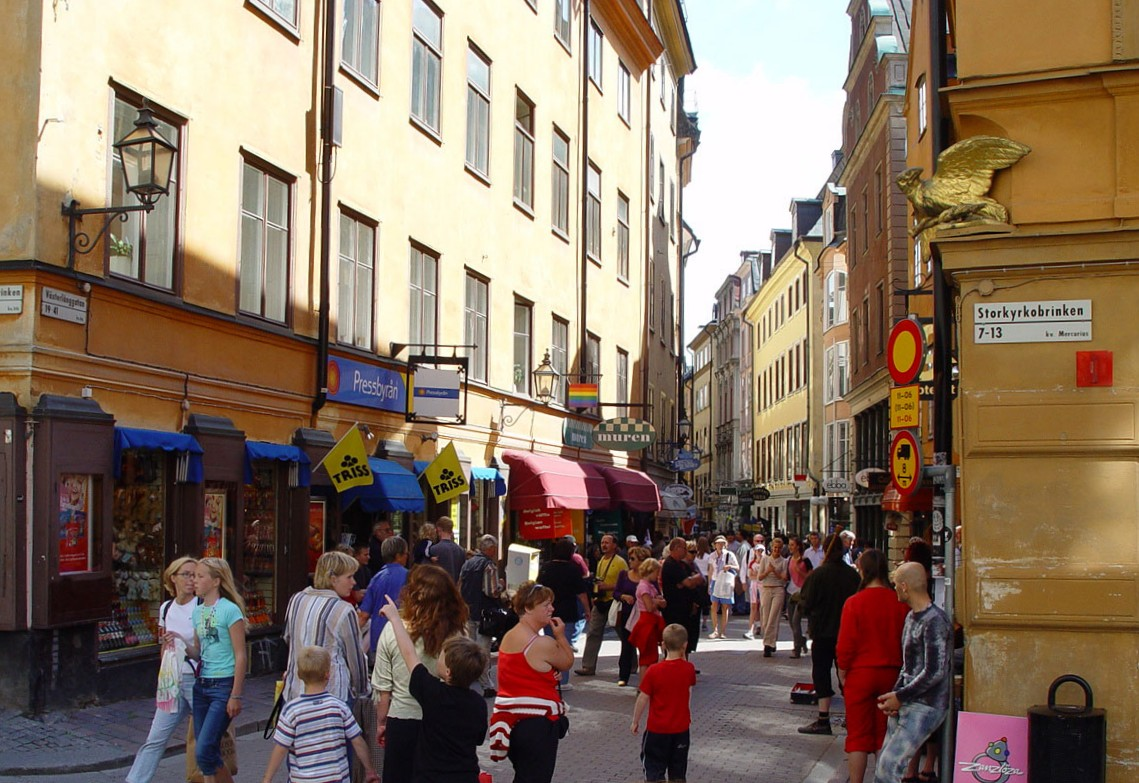
"Iris 1 och 2" mot Västerlånggatan
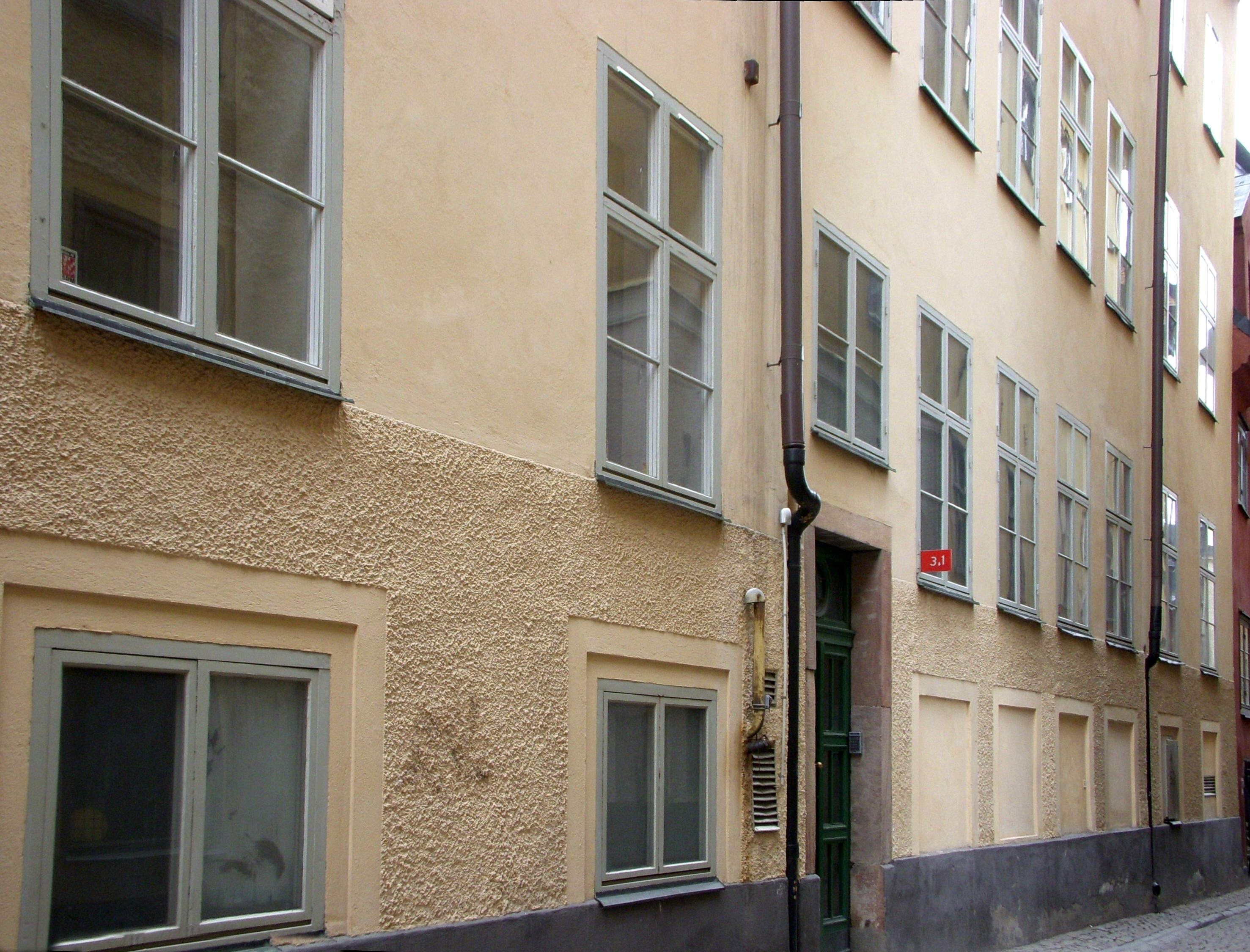
Palmstedts hus mot Prästgatan
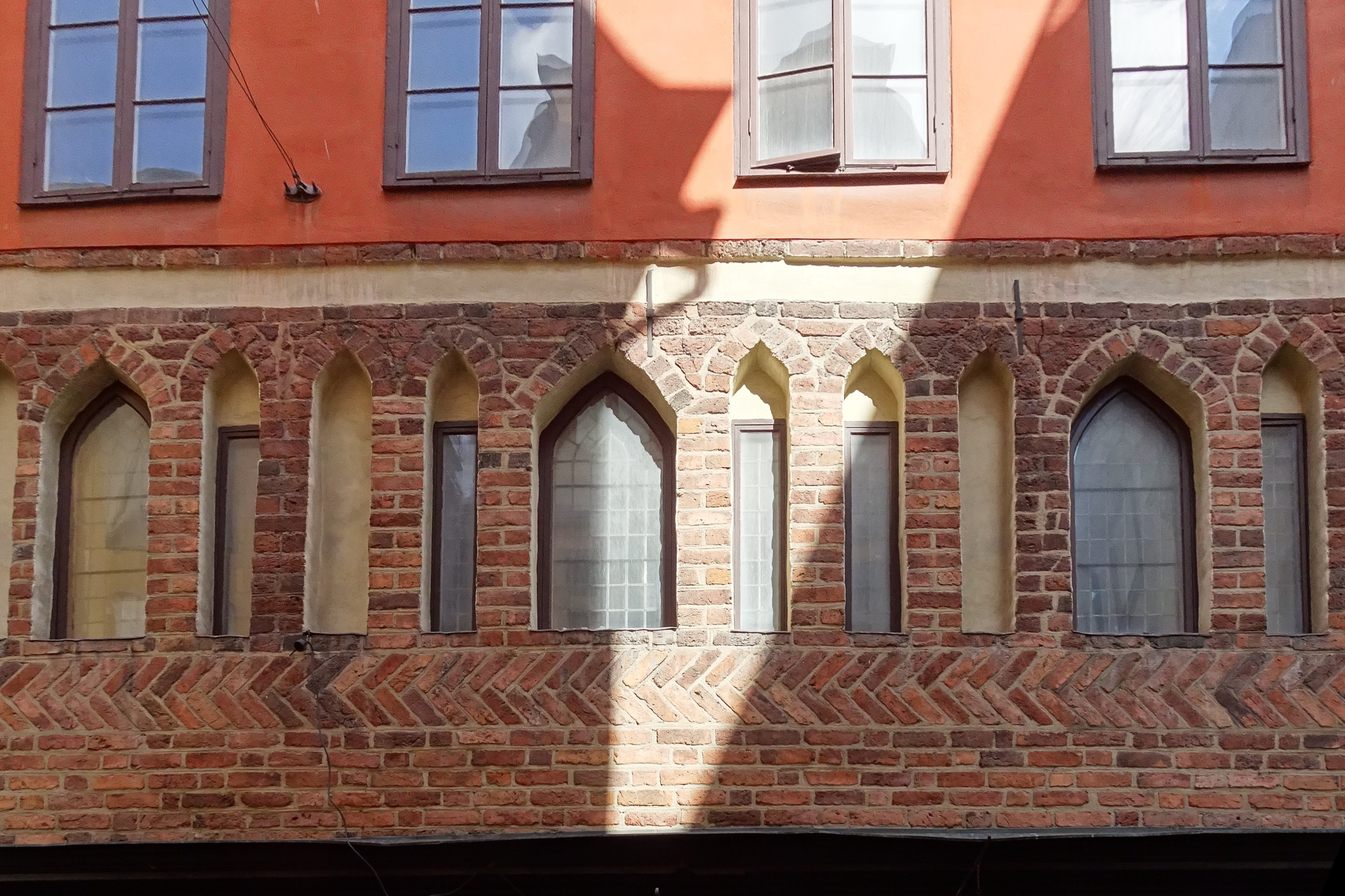
Medeltida murverk på "Iris 9"
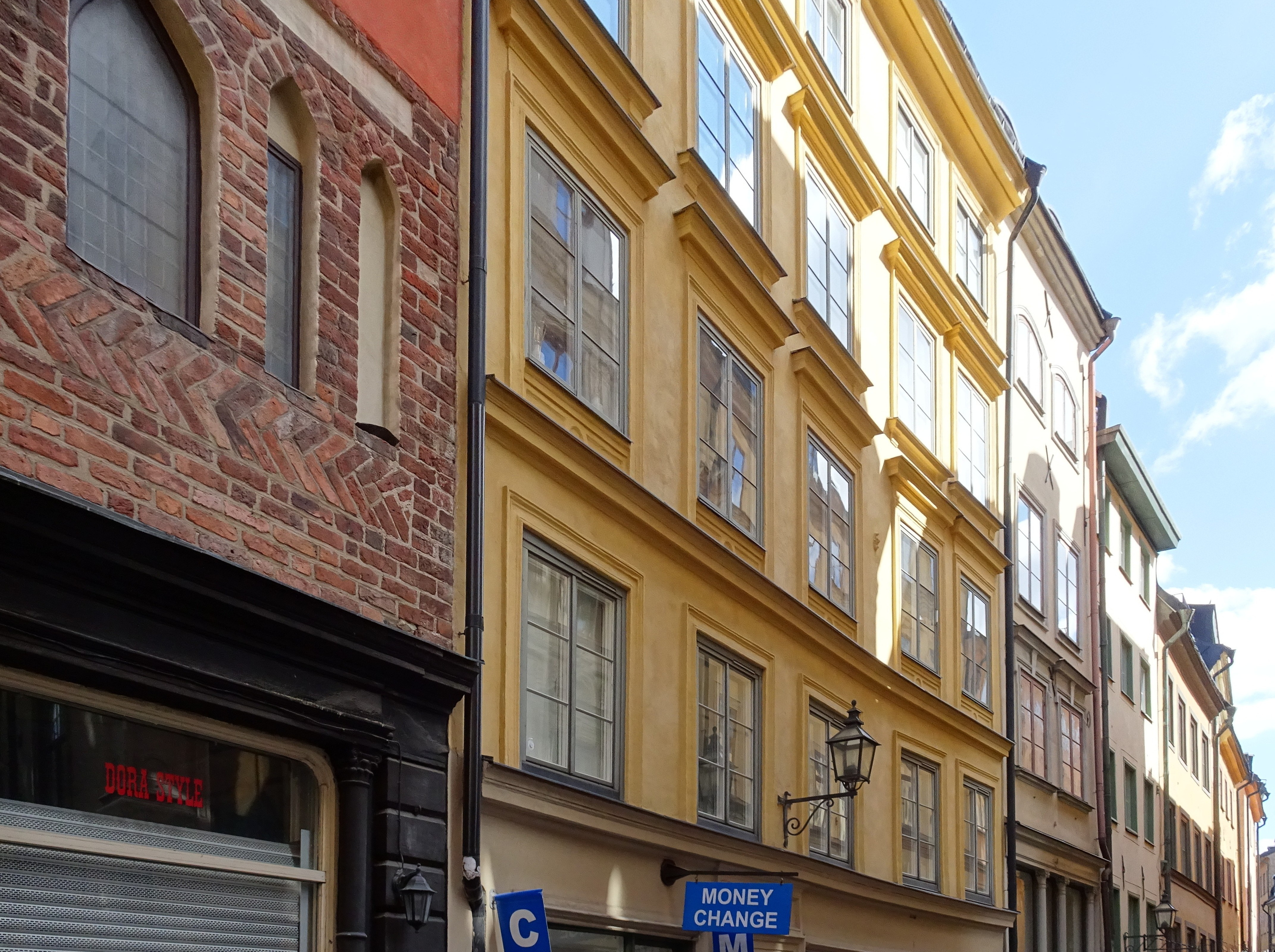
"Iris 10" Olof Palmes bostad mellan 1983 och 1986